# Đội tuyển bóng đá quốc gia Andorra
Đội tuyển bóng đá quốc gia Andorra (tiếng Catalunya: Selecció de futbol d'Andorra) là đội tuyển cấp quốc gia của Andorra do Liên đoàn bóng đá Andorra quản lý. Họ mới có ba trận thắng quốc tế, đều trên sân nhà. Trong đó chỉ có duy nhất một trận thắng tại vòng loại một giải đấu chính thức là trận thắng Macedonia 1–0 tại vòng loại World Cup 2006.
Tại vòng loại World Cup 2006, Andorra lập kỷ lục là đội bóng nhận nhiều thẻ phạt nhất.

## Thành tích tại các giải đấu

### Giải vô địch thế giới
| Năm           | Thành tích               |
| ------------- | ------------------------ |
| 1930 đến 1998 | Không tham dự            |
| 2002 đến 2022 | Không vượt qua vòng loại |

### Giải vô địch châu Âu
| Năm           | Thành tích               |
| ------------- | ------------------------ |
| 1960 đến 1996 | Không tham dự            |
| 2000 đến 2024 | Không vượt qua vòng loại |

### UEFA Nations League
| Thành tích tại UEFA Nations League | Thành tích tại UEFA Nations League | Thành tích tại UEFA Nations League | Thành tích tại UEFA Nations League | Thành tích tại UEFA Nations League | Thành tích tại UEFA Nations League | Thành tích tại UEFA Nations League | Thành tích tại UEFA Nations League | Thành tích tại UEFA Nations League |
| Mùa giải                           | Hạng đấu                           | Pos                                | Pld                                | W                                  | D                                  | L                                  | GF                                 | GA                                 |
| ---------------------------------- | ---------------------------------- | ---------------------------------- | ---------------------------------- | ---------------------------------- | ---------------------------------- | ---------------------------------- | ---------------------------------- | ---------------------------------- |
| 2018–19                            | D                                  | 4th                                | 6                                  | 0                                  | 4                                  | 2                                  | 2                                  | 9                                  |
| 2020–21                            | D                                  | 4th                                | 6                                  | 0                                  | 2                                  | 4                                  | 1                                  | 11                                 |
| 2022–23                            | D                                  | 3rd                                | 6                                  | 2                                  | 2                                  | 2                                  | 6                                  | 7                                  |
| Tổng cộng                          | Tổng cộng                          | Tổng cộng                          | 18                                 | 2                                  | 8                                  | 8                                  | 9                                  | 27                                 |

## Đội hình hiện tại
Đội hình tham dự 2 trận giao hữu gặp Áo và Gibraltar vào tháng 11 năm 2022.
Số liệu thống kê đến ngày 19 tháng 11 năm 2022 sau trận gặp Gibraltar.
| Số | VT | Cầu thủ                    | Ngày sinh (tuổi)  | Trận | Bàn | Câu lạc bộ         |
| -- | -- | -------------------------- | ----------------- | ---- | --- | ------------------ |
| 12 | TM | Iker Álvarez               | 25 tháng 7, 2001  | 11   | 0   | Villarreal B       |
| 13 | TM | Xisco Pires                | 25 tháng 1, 1998  | 2    | 0   | Vianense           |
|    |    |                            |                   |      |     |                    |
| 20 | HV | Max Llovera                | 8 tháng 1, 1997   | 58   | 1   | San Cristóbal      |
| 21 | HV | Marc García                | 21 tháng 3, 1988  | 58   | 0   | Engordany          |
| 17 | HV | Joan Cervós                | 24 tháng 2, 1998  | 43   | 1   | Rudar Prijedor     |
| 18 | HV | Txus Rubio                 | 9 tháng 9, 1994   | 38   | 1   | Inter d'Escaldes   |
| 5  | HV | Albert Alavedra            | 26 tháng 2, 1999  | 22   | 0   | Badalona           |
| 25 | HV | Kiko Pomares               | 21 tháng 9, 1998  | 5    | 0   | Jove Español       |
| 15 | HV | Joel Guillén               | 28 tháng 8, 2001  | 2    | 0   | Atlético Monzón    |
| 2  | HV | Aleix Viladot              | 26 tháng 6, 1997  | 1    | 0   | Arnedo             |
|    |    |                            |                   |      |     |                    |
| 8  | TV | Márcio Vieira (Đội trưởng) | 10 tháng 10, 1984 | 118  | 1   | Atlético Monzón    |
| 3  | TV | Marc Vales                 | 4 tháng 4, 1990   | 84   | 5   | Kedah Darul Aman   |
| 23 | TV | Jordi Rubio                | 1 tháng 11, 1987  | 63   | 0   | Engordany          |
| 4  | TV | Marc Rebés                 | 3 tháng 7, 1994   | 54   | 3   | FC Santa Coloma    |
| 11 | TV | Xavier Vieira              | 14 tháng 1, 1992  | 12   | 0   | Engordany          |
| 6  | TV | Luis Blanco                | 15 tháng 1, 1990  | 4    | 0   | Engordany          |
| 7  | TV | Albert Reyes               | 24 tháng 3, 1996  | 4    | 0   | UE Santa Coloma    |
| 14 | TV | Eric Vales                 | 18 tháng 8, 2000  | 1    | 0   | Tamarite           |
|    |    |                            |                   |      |     |                    |
| 16 | TĐ | Àlex Martínez              | 10 tháng 10, 1998 | 44   | 1   | Atlètic d'Escaldes |
| 9  | TĐ | Ricard Fernández           | 19 tháng 3, 1999  | 30   | 1   | San Cristóbal      |
| 22 | TĐ | Víctor Bernat              | 17 tháng 5, 1987  | 17   | 1   | Engordany          |
| 10 | TĐ | Albert Rosas               | 19 tháng 8, 2002  | 10   | 2   | Utebo              |
| 19 | TĐ | Izan Fernández             | 3 tháng 10, 2001  | 2    | 0   | Atlético Monzón    |

### Triệu tập gần đây
Dưới đây là tên các cầu thủ được triệu tập trong vòng 12 tháng.
| Vt | Cầu thủ            | Ngày sinh (tuổi)  | Số trận | Bt | Câu lạc bộ         | Lần cuối triệu tập             |
| --- | ------------------ | ----------------- | ------- | -- | ------------------ | ------------------------------ |
| TM | Josep Gómes        | 3 tháng 12, 1985  | 82      | 0  | FC Santa Coloma    | v. Moldova, 14 June 2022       |
| |                    |                   |         |    |                    |                                |
| HV | Eric de Pablos     | 8 tháng 3, 1999   | 7       | 0  | UE Santa Coloma    | v. Áo, 16 November 2022PRE     |
| HV | Emili García       | 11 tháng 1, 1989  | 57      | 1  | UE Santa Coloma    | v. Latvia, 25 September 2022   |
| HV | Ildefons Lima      | 10 tháng 12, 1979 | 134     | 11 | Andorra            | v. Moldova, 14 June 2022       |
| HV | Christian García   | 4 tháng 2, 1999   | 11      | 0  | UE Santa Coloma    | v. Moldova, 14 June 2022       |
| HV | Moisés San Nicolás | 17 tháng 9, 1993  | 68      | 0  | Atlètic d'Escaldes | v. Grenada, 28 March 2022      |
| HV | Adri Rodrígues     | 14 tháng 8, 1988  | 21      | 0  | Unattached         | v. Grenada, 28 March 2022      |
| |                    |                   |         |    |                    |                                |
| TV | Marc Pujol         | 21 tháng 8, 1982  | 105     | 4  | Engordany          | v. Latvia, 25 September 2022   |
| TV | Ludovic Clemente   | 9 tháng 5, 1986   | 46      | 0  | UE Santa Coloma    | v. Moldova, 14 June 2022       |
| TV | Sergi Moreno       | 25 tháng 11, 1987 | 76      | 1  | Hellín             | v. Liechtenstein, 10 June 2022 |
| |                    |                   |         |    |                    |                                |
| TĐ | Jordi Aláez        | 23 tháng 1, 1998  | 51      | 3  | Unattached         | v. Moldova, 14 June 2022       |
| TĐ | Aarón Sánchez      | 5 tháng 6, 1996   | 28      | 0  | Unattached         | v. Latvia, 3 June 2022         |
| Notes - INJ = Cầu thủ rút lui vì chấn thương. - PRE = Danh sách sơ bộ. - RET = Giã từ đội tuyển quốc gia. |                    |                   |         |    |                    |                                |